# L'Île perdue
L’Île perdue (The Lost Islands) est une série télévisée australienne en 26 épisodes de 25 minutes, créée par Michael Lawrence et Roger Mirams et diffusée entre le 1er janvier 1976 et le 1er décembre 1976 sur le réseau Ten Network.
En France, la série a été diffusée pour la première fois de janvier à juillet 1978 sur TF1, le week-end. Elle a été rediffusée en 1982 dans l'émission Croque Vacances sur TF1.

## Synopsis
Quarante adolescents de nationalités différentes s'embarquent sur un navire, le United World, pour une croisière à travers le monde que finance un riche mécène. Le navire est pris dans une tempête. Trente-cinq passagers réussissent à évacuer le navire, mais cinq jeunes gens sont piégés à bord : Tony, Mark, David, Anna et Sui-Ying. Ils dérivent et s'échouent sur une mystérieuse île du Pacifique. Les habitants y vivent toujours comme au XVIIIe siècle. Le maître de l'île est le « Grand Quizitor », un despote qui fait régner la terreur et maintient la population dans l'ignorance du monde extérieur. Son visage est toujours dissimulé sous une capuche, et l'on dit de lui qu'il est immortel ...

## Fiche technique
- Titre original : The Lost Islands (littéralement « Les îles perdues »)
- Titre français : L’Île perdue
- Réalisateur : Bill Hughes, Rick Birch, Peter Maxwell, Keith Heygate, Michael Midlam, Howard Rubie
- Scénaristes : Michael Laurence, Ian Coughlan
- Musique : Bob Young
  - générique original interprété par : Michael Caufield
  - générique français : instrumental
- Production : Roger Mirams, Michael Laurence
- Sociétés de production :
- Pays d'origine : Australie
- Langue : anglais
- Nombre d'épisodes : 26 (1 saison)
- Durée : 25 minutes
- Dates de première diffusion : 
  -  Australie : 1er janvier 1976
  -  France : 1978

## Distribution
- Tony Hughes (VF : Morvan Salez puis Thierry Bourdon) : Tony
- Jane Vallis (VF : Séverine Morisot) : Anna
- Robert Edgington (VF : Jean-Pierre Leroux) : David
- Amanda Ma (VF : Catherine Lafond puis Francine Lainé) : Su Ying
- Chris Benaud (VF : Mark Lesser) : Mark
- Willie Fennell (en) (VF : Philippe Dumat) : Jeremiah Quizzle
- Ron Haddrick (VF : Georges Atlas) : le « Grand Quizitor »
- Margaret Nelson (VF : Martine Messager) : Helen Margaret Quinn
- Cornelia Frances (en) (VF : Régine Blaess) : Elizabeth Quinn
- Michael Howard (VF : Pierre Guillermo) : Jason Quinn
- Don Pascoe (VF : Michel Gudin) : Adam Quinn
- Rodney Bell (VF : Vincent Ropion) : Aaron James Quinn
- Ric Hutton (VF : Jean-Claude Balard) : Rufus Quad, le premier ministre
- Frank Gallacher (VF : Claude Dasset) : Quig, le lieutenant du premier ministre
- Ron Blanchard (en) (VF : Jacques Ciron) : Quell, le lieutenant du premier ministre
- Wallas Eaton (VF : René Bériard) : le maître d’école Quilter
- Tom Quick : le garde dont la fiancée est malade

Doublage français réalisé par le studio Start (devenu Libra films).

## Épisodes
1. Le Naufrage (Captured)
2. Le Piège (The Snake Pit)
3. Le Trésor de Tambu (The Treasure of Tambu)
4. Le Secret du volcan (The Volcano's Secret)
5. L'Ouragan (The Winds of Chance)
6. Malo (Malo)
7. Une expédition dangereuse (Doomed)
8. La Carte au trésor (The Treasure Map)
9. Le Mystérieux Inconnu (The Mysterious Stranger)
10. La Malédiction (Skullduggery)
11. La Grande Évasion (The Great Escape)
12. Jeremiah et la veuve (Jeremiah and the Widow)
13. Les Voleurs de Tambu (The Thieves of Tambu)
14. Un marché dangereux (The Deadly Bargain)
15. La Planche mystérieuse (Hanging Five)
16. Le Dragon marin (The Sea Dragon)
17. Retour à Malo (Return to Malo)
18. Les Roues ensorcelées (Ye Confounded Wheels)
19. La Colère de la montagne (The Angry Mountain)
20. La Grande course (The Great Horse Race)
21. L'Homme-Oiseau de Tambu (Birdman of Tambu)
22. La Boîte magique (The Magic Box)
23. Le Magicien de Tambu (The Wizard of Tambu)
24. Le Cheval et l'enfant (The Slave Horse)
25. Le Monstre (The Monster of Tambu)
26. Le Retour du monstre (Return of the Monster)

## Autour de la série
- Cette série d'aventures fantastiques rencontra un très grand succès dans de nombreux pays. En Israël, où elle fut maintes fois rediffusée, L'Île perdue est une série culte. En France, dans les cours d'école, les enfants s'amusaient à parler à la manière désuète des personnages de la série (oui-da, nenni, etc.) et épiloguaient sur les méfaits du vil Quizitor.

- Lors de la diffusion française, le générique était instrumental. Dans les années soixante et soixante-dix, il était en effet d’usage en France de ne conserver que la version instrumentale des séries étrangères ou de traduire la chanson originale en français. Les DVD français de la série ont repris le générique original chanté.

## Produits dérivés

### DVD
- L’Île perdue : 3 DVD séparés ont paru le 1er octobre 2003 ; Éditeur: Les Héros de la lucarne.
- L’Île perdue : L'intégrale en coffret de 3 DVD ; Éditeur: Les Héros de la lucarne ; Référence: ASIN B0009Q0IJ8 ; sortie: 7 avril 2005.